# علی بن رضوان
أبوالحسن علی بن رضوان بن علی بن جعفر معروف به ابن حبیش دانشمند، پزشک و اخترشناس مسلمان مصری بود. او از مفسران سرشناس پزشکی یونان باستان و به ویژه سنت بقراط و جالینوس است. او همچنین بر کتاب الحاوی نوشته محمد بن زکریای رازی مسلط و با آثار افلاطون و ارسطو آشنا بود.